# Potrero de Caña
Potrero de Caña es un corregimiento del distrito de Tolé en la provincia de Chiriquí, República de Panamá. La localidad tiene 337 habitantes (2010).